# Henri Marmottan
Pierre Joseph Henri Marmottan (né le 30 août 1832 à Valenciennes - mort le 6 janvier 1914 à Cannes) est un homme politique français. Il est député de la Seine de 1876 à 1898. Républicain modéré, il siège au conseil municipal de Paris en tant qu'élu du 16e arrondissement, succédant brièvement à Clemenceau comme président du conseil municipal, puis devient maire du 16e en 1898, fonction qu'il conserve jusqu'en 1906.

## Biographie

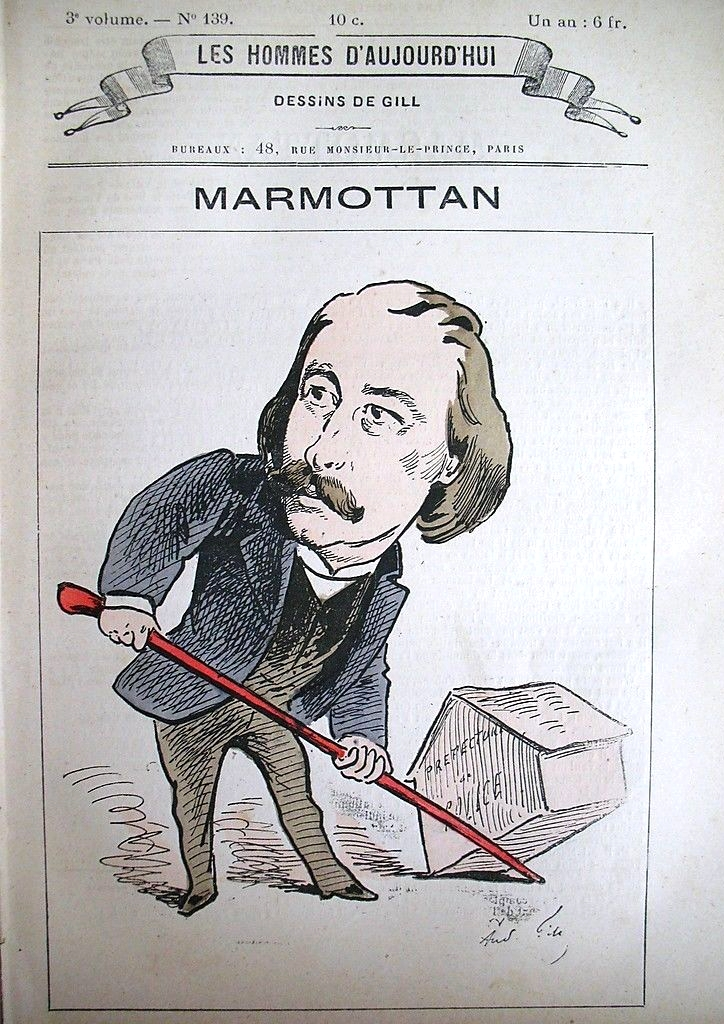
Henri Marmottan caricature d'André Gill pour Les Hommes d'aujourd'hui, n°139.

Henri Marmottan étudie la médecine à Paris, tentant, lors du coup d'État du 2 décembre 1851, de soulever les étudiants. En 1858, il travaille à l'évasion d'Orsini qui a organisé un attentat contre l'Empereur. 
Reçu docteur en médecine en 1857, il travaille à Passy jusqu'en 1866, s'intéressant également à l'histoire naturelle. Après la proclamation de la République le 4 septembre 1870, il est nommé adjoint au maire du 16e arrondissement de Paris. Candidat aux élections municipales à Paris du 26 mars 1871, il est élu au conseil de la Commune. Cependant, républicain modéré, il fait partie des démissionnaires, et ne revient au conseil municipal qu'à la faveur des élections municipales du 30 juillet 1871, ayant été élu dans le quartier des Bassins (aujourd'hui Chaillot).
Actif au sein du Conseil, étant rapporteur pour les propositions sur l'instruction publique ou la levée de l'état de siège, il est nommé président du conseil municipal en 1875, succédant à Clemenceau. Aux législatives de 1876, il est élu député de la Seine dans le 16e arrondissement, par 3 899 voix (6 653 votants, 7 993 inscrits), contre 2 579 au royaliste Dehaynin. Il démissionne alors du conseil municipal et s'inscrit au groupe parlementaire de la gauche modérée (Union républicaine). Il est président de la Société centrale d'apiculture de 1876 à 1884.
Lors de la crise du 16 mai 1877, il est des 363 députés qui s'opposent au maréchal Mac Mahon. Réélu le 14 octobre 1877 par 4 269 voix (7 190 votants, 8 327 inscrits), contre 2 868 à Faye, bonapartiste, il siège à nouveau parmi la majorité républicaine. 
Il vote pour les ministères de gauche qui se succèdent au pouvoir, pour l'article 7, pour les lois Ferry sur l'enseignement, pour l'invalidation de l'élection de Blanqui, pour les lois nouvelles sur la presse et le droit de réunion, etc. 
Réélu le 21 août 1881 par 5 007 voix (7 212 votants, 10 026 inscrits), coutre 2 066 à M. Calla, conservateur, il soutient les cabinets Ferry et Gambetta, s'inscrivant ainsi parmi les Républicains opportunistes. 

Il démissionne de son mandat le 19 mars 1883, après la mort de son frère aîné, Jules Marmottan, trésorier payeur général à Bordeaux.
De 1883 à 1906, il assure la présidence du conseil d’administration de la Compagnie des mines de Bruay. De 1887 à 1890, il devient président du conseil d’administration de la Société minière du Tarn, qui se transforme en 1890 en Société des Mines d'Albi.
Il se présente à nouveau aux élections du 4 octobre 1885, cette fois dans le Pas-de-Calais, mais échoue à se faire élire, en n'obtenant que 75 076 voix sur 180 439 votants.
Il revient dans le 16e arrondissement comme candidat de l'Union républicaine lors des législatives de 1889, étant élu de justesse, au second tour, avec 5 759 voix contre le boulangiste Jules Quinaud (5 686 voix).
Aux élections de 1893, il conserve son siège, élu également au second tour avec 4 481 voix contre 3 473 au candidat radical-socialiste Astier et 1 793 à l'ancien député monarchiste Calla.
Il fait partie de la majorité opportuniste de la Chambre des députés au sein de laquelle, membre de diverses commissions, il n'intervient quasiment jamais dans les débats en séance publique.
Il ne se représente pas aux élections de 1898 ; nommé alors maire du 16e arrondissement de Paris, il reprend ses activités municipales jusqu'en 1906, date à laquelle il se démet de cette fonction.

## Décorations
- Officier de la Légion d'honneur[1]

## Hommage

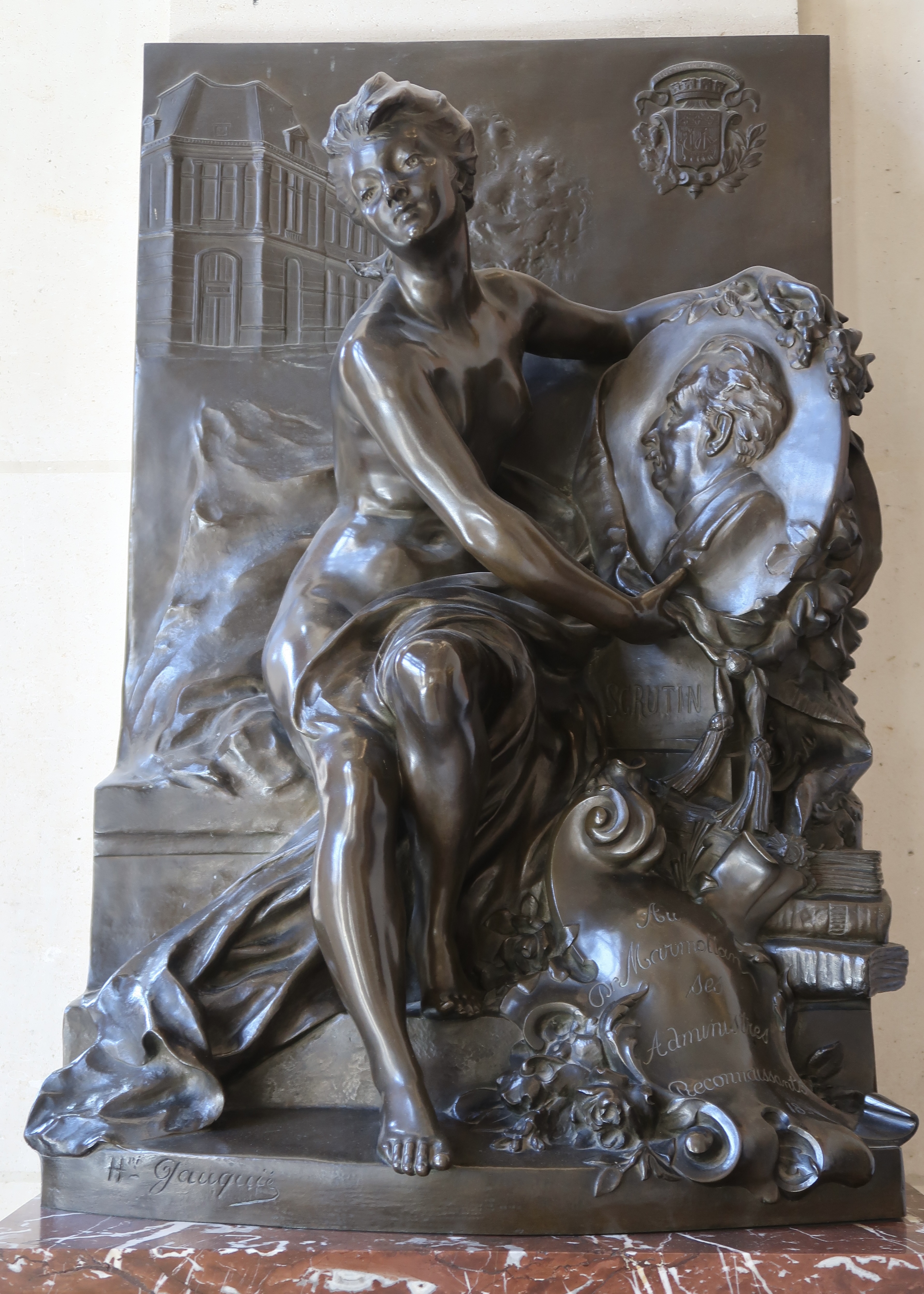
Sculpture d'Henri Gauquié.

- Sculpture d'Henri Gauquié, Au Dr Marmottan, ses administrés reconnaissants, 1899, mairie du 16e arrondissement de Paris.

### Notices biographiques
- « Henri Marmottan », dans Adolphe Robert et Gaston Cougny, Dictionnaire des parlementaires français, Edgar Bourloton, 1889-1891 [détail de l’édition]
- « Notice Marmottan Henri », sur maitron.fr, Le Maitron, dictionnaire bibliographique du mouvement ouvrier et du mouvement social, Association Les Amis du Maitron (consulté le 9 août 2021)
- Fiche sur Assemblée nationale.